# Ucieczka Pippi
Ucieczka Pippi (szwedz. På rymmen med Pippi Långstrump) – szwedzki film familijny oparty na serii książek Astrid Lindgren.

## Obsada
- Inger Nilsson – Pippi Långstrump
- Pär Sundberg – Tommy Zettergen
- Maria Persson – Annika Zettergen
- Hans Alfredson – Konrad
- Öllegård Wellton – pani  Zettergen
- Fredrik Ohlsson – pan Zettergen
- Walter Richter – rolnik
- Jan Nygren –
  - rolnik (głos),
  - wściekły mężczyzna (głos),
  - policjant (głos)
- Kurt Zips – wściekły mężczyzna
- Benno Sterzenbach – policjant